# 스포라데스 제도

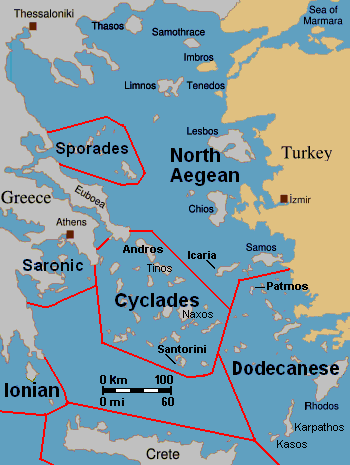
에게해의 군도

(북부) 스포라데스 제도(그리스어: Βόρειες Σποράδες, 영어: Northern Sporades)는 그리스 연안 에게해의 군도로 에비아의 북쪽에 있다. 24개의 섬으로 이루어져 있으며, 사람이 사는 섬은 다섯 곳이다. 알로안니소스, 스키아토스, 스코펠로스, 페리스테라, 스키로스 섬이 있다. 행정 구역상 이 섬은 테살리아주(군도 대부분)와 중앙그리스주(스키로스섬)에 속해 있다. 참고로, 스포라데스 제도는 영화 맘마 미아!의 촬영지로도 유명한데, 실제로 스키아토스(Skiathos), 스코펠로스(Skopelos) 맟 다무하리(Damouhari)에서 촬영이 이루어졌다.

## 같이 보기
- 그리스의 섬 목록